# جورج بي. كوكس
جورج بي. كوكس (بالإنجليزية: George B. Cox)‏ هو سياسي أمريكي، ولد في 1853، وتوفي في 1916. نشط حزبياً في الحزب الجمهوري. وقد انتخب عضو مجلس بلدية سينسيناتي ‏.